# Ergavia carinata
Ergavia carinata là một loài bướm đêm trong họ Geometridae.